# Никола Влашич
Никола Влашич (хорв. Nikola Vlašić, нар. 4 жовтня 1997, Спліт) — хорватський футболіст, атакувальний півзахисник італійського «Торіно» і національної збірної Хорватії.

## Клубна кар'єра

### «Хайдук»

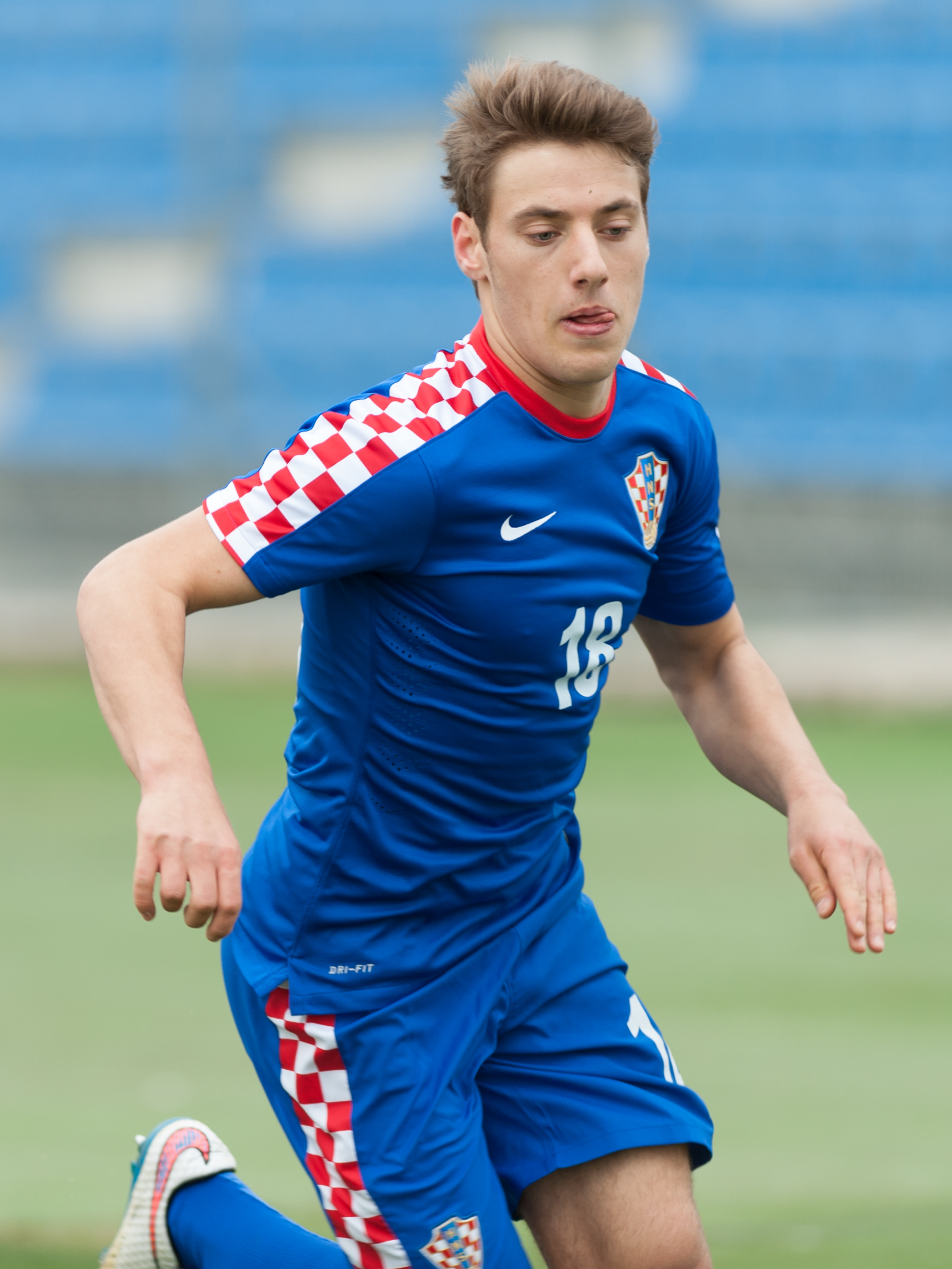
Влашич у складі юнацької збірної Хорватії

Влашич — вихованець клубу «Хайдук» зі Спліта. 20 липня 2014 року в матчі проти команди «Істра 1961» він дебютував у чемпіонаті Хорватії. 2 листопада в поєдинку проти «Задара» Никола забив свій перший гол за сплітський клуб. Протягом трьох сезонів провів за команду 88 матчів і забив 11 голів.

### «Евертон»
31 серпня 2017 року Влашич перейшов до складу англійського «Евертона», підписавши з клубом контракт на п'ять років. Сума трансферу склала 10 млн фунтів. 9 вересня в матчі проти «Тоттенгем Готспур» Влашич дебютував в англійській Прем'єр-лізі, замінивши в другому таймі Ідрісса Гує. 28 вересня в поєдинку Ліги Європи проти кіпрського «Аполлона» Никола забив свій перший гол за «Евертон» . 7 грудня у відповідному матчі він відзначився знову. Хорват виходив в основному на заміну, а в старті з'являвся на правому краю півзахисту при схемі 4-2-3-1. Взимку 2018 року «Евертон» пропонував орендувати Влашича київському «Динамо», але кияни не змогли собі фінансово дозволити цю операцію.

### ЦСКА
15 серпня 2018 року Влашич на правах оренди до кінця сезону перейшов в московський ЦСКА. Спочатку армійський клуб хотів викупити гравця, але «Евертон» погодився тільки на річну оренду. 18 серпня у матчі проти тульського «Арсеналу» він дебютував в РПЛ. 19 вересня в поєдинку групового турніру Ліги чемпіонів проти пльзеньської «Вікторії» Никола забив свій перший гол за ЦСКА реалізувавши пенальті в кінці гри. 23 вересня в поєдинку проти московського «Спартака» Никола забив дебютний гол в РПЛ. 2 жовтня в матчі групового етапу Ліги чемпіонів проти мадридського «Реала» він забив переможний гол. У в жовтні і листопаді визнавався кращим гравцем місяця в московському клубі.
19 червня 2019 року ЦСКА оголосив про підписання п'ятирічного контракту з Николою. Сума трансферу, за даними Transfermarkt склала 23 млн євро, що стало найдорожчим придбанням для ЦСКА. За підсумками сезону 2019/20 визнаний уболівальниками ЦСКА найціннішим гравцем команди — Никола взяв участь в 38 матчах в усіх турнірах і з 13 голами став найкращим бомбардиром команди.
На початку 2021 року Влашич заявив, що ЦСКА готовий відпустити його в інший клуб за суму не менше, ніж 35 млн євро.

### «Вест Гем Юнайтед»
31 серпня 2021 року Влашич приєднався до складу англійського клубу «Вест Гем Юнайтед». Сума трансферу склала 27 млн євро, контракт був підписаний на шість років. Протягом сезону 2021/22 виходив на поле лише у 19 іграх Прем'єр-ліги, утім регулярно брав участь в іграх кубкових турнірів.
У серпні 2022 на правах оренди став гравцем італійського «Торіно».

## Виступи за збірні
2012 року дебютував у складі юнацької збірної Хорватії, взяв участь у 21 іграх на юнацькому рівні, відзначившись 3 забитими голами.
З 2016 років залучається до складу молодіжної збірної Хорватії, а у травні 2017 року провів свою першу гру за національну збірну Хорватії.

## Особисте життя
Батько Николи — Йошко Влашич, тренер з легкої атлетики та колишній десятиборець. А сестра, Бланка Влашич, срібна призерка Олімпійських ігор у Пекіні 2008 року зі стрибків у висоту.

## Статистика виступів

### Статистика клубних виступів
Станом на 1 жовтня 2022 року
| Сезон                        | Команда                      | Чемпіонат                    | Чемпіонат | Чемпіонат | Національний кубок | Національний кубок | Національний кубок | Континентальні кубки | Континентальні кубки | Континентальні кубки | Інші змагання | Інші змагання | Інші змагання | Усього | Усього |
| Сезон                        | Команда                      | Ліга                         | Ігор      | Голів     | Ліга               | Ігор               | Голів              | Ліга                 | Ігор                 | Голів                | Ліга          | Ігор          | Голів         | Ігор   | Голів  |
| ---------------------------- | ---------------------------- | ---------------------------- | --------- | --------- | ------------------ | ------------------ | ------------------ | -------------------- | -------------------- | -------------------- | ------------- | ------------- | ------------- | ------ | ------ |
| 2014–15                      | «Хайдук» (Спліт)             | 1 ХФЛ                        | 27        | 3         | КХ                 | 5                  | 0                  | ЛЄ                   | 5                    | 1                    | -             | -             | -             | 37     | 4      |
| 2015–16                      | «Хайдук» (Спліт)             | 1 ХФЛ                        | 23        | 1         | КХ                 | 3                  | 0                  | ЛЄ                   | 8                    | 1                    | -             | -             | -             | 34     | 2      |
| 2016–17                      | «Хайдук» (Спліт)             | 1 ХФЛ                        | 30        | 4         | КХ                 | 1                  | 0                  | ЛЄ                   | 6                    | 0                    | -             | -             | -             | 37     | 4      |
| серп. 2017                   | «Хайдук» (Спліт)             | 1 ХФЛ                        | 6         | 3         | КХ                 | 0                  | 0                  | ЛЄ                   | 6                    | 0                    | -             | -             | -             | 12     | 3      |
| Усього за «Хайдук»           | Усього за «Хайдук»           | Усього за «Хайдук»           | 86        | 11        |                    | 9                  | 0                  |                      | 25                   | 2                    |               | -             | -             | 120    | 13     |
| серп. 2017–18                | «Евертон»                    | ПЛ                           | 12        | 0         | КА+КЛ              | 0+1                | 0                  | ЛЄ                   | 6                    | 2                    | -             | -             | -             | 19     | 2      |
| 2018–19                      | ЦСКА (Москва)                | ПЛ                           | 25        | 5         | КР                 | 0                  | 0                  | ЛЧ                   | 6                    | 3                    | СКР           | -             | -             | 31     | 8      |
| 2019–20                      | ЦСКА (Москва)                | ПЛ                           | 30        | 12        | КР                 | 2                  | 0                  | ЛЄ                   | 6                    | 1                    | -             | -             | -             | 38     | 13     |
| 2020–21                      | ЦСКА (Москва)                | ПЛ                           | 26        | 11        | КР                 | 3                  | 1                  | ЛЄ                   | 5                    | 0                    | -             | -             | -             | 34     | 12     |
| серп.2021                    | ЦСКА (Москва)                | ПЛ                           | 5         | 0         | КР                 | 0                  | 0                  | -                    | -                    | -                    | -             | -             | -             | 5      | 0      |
| Усього за ЦСКА (Москва)      | Усього за ЦСКА (Москва)      | Усього за ЦСКА (Москва)      | 86        | 28        |                    | 5                  | 1                  |                      | 17                   | 4                    |               | -             | -             | 108    | 33     |
| 2021–22                      | «Вест Гем Юнайтед»           | ПЛ                           | 19        | 1         | КА+КЛ              | 3+3                | 0+0                | ЛЄ                   | 6                    | 0                    | -             | -             | -             | 31     | 1      |
| лип.-серп. 2022              | «Вест Гем Юнайтед»           | ПЛ                           | 0         | 0         | КА+КЛ              | -                  | -                  | ЛК                   | -                    | -                    | -             | -             | -             | 0      | 0      |
| Усього за «Вест Гем Юнайтед» | Усього за «Вест Гем Юнайтед» | Усього за «Вест Гем Юнайтед» | 19        | 1         |                    | 6                  | 0                  |                      | 6                    | 0                    |               | -             | -             | 31     | 1      |
| серп. 2022–23                | «Торіно»                     | A                            | 8         | 3         | КІ                 | 0                  | 0                  | -                    | -                    | -                    | -             | -             | -             | 8      | 3      |
| Усього за кар'єру            | Усього за кар'єру            | Усього за кар'єру            | 211       | 43        |                    | 21                 | 1                  |                      | 54                   | 8                    |               | -             | -             | 286    | 52     |

### Статистика виступів за збірну
Станом на 1 жовтня 2022 року
| Дата       | Місто         | Господарі   | Результат  | Гості       | Турнір                               | Голи | Примітки |
| ---------- | ------------- | ----------- | ---------- | ----------- | ------------------------------------ | ---- | -------- |
| 27-5-2017  | Лос-Анджелес  | Мексика     | 1 – 2      | Хорватія    | товариський матч                     | -    | 90'      |
| 9-11-2017  | Загреб        | Хорватія    | 4 – 1      | Греція      | Відбір до ЧС 2018                    | -    | 83'      |
| 15-11-2018 | Загреб        | Хорватія    | 3 – 2      | Іспанія     | Ліга націй УЄФА 2018-2019 - 1-й етап | -    | 68'      |
| 18-11-2018 | Лондон        | Англія      | 2 – 1      | Хорватія    | Ліга націй УЄФА 2018-2019 - 1-й етап | -    | 79'      |
| 21-3-2019  | Загреб        | Хорватія    | 2 – 1      | Азербайджан | товариський матч                     | -    | 73'      |
| 6-9-2019   | Братислава    | Словаччина  | 0 – 4      | Хорватія    | Відбір до ЧЄ 2020                    | 1    | 82'      |
| 9-9-2019   | Баку          | Азербайджан | 1 – 1      | Хорватія    | Відбір до ЧЄ 2020                    | -    |          |
| 10-10-2019 | Спліт         | Хорватія    | 3 – 0      | Угорщина    | Відбір до ЧЄ 2020                    | -    | 74'      |
| 13-10-2019 | Кардіфф       | Уельс       | 1 – 1      | Хорватія    | Відбір до ЧЄ 2020                    | 1    |          |
| 16-11-2019 | Рієка         | Хорватія    | 3 – 1      | Словаччина  | Відбір до ЧЄ 2020                    | 1    | 75'      |
| 19-11-2019 | Пула          | Хорватія    | 2 – 1      | Грузія      | товариський матч                     | -    | 65'      |
| 5-9-2020   | Порту         | Португалія  | 4 – 1      | Хорватія    | Ліга націй УЄФА 2020-2021 - 1-й етап | -    |          |
| 8-9-2020   | Сен-Дені      | Франція     | 4 – 2      | Хорватія    | Ліга націй УЄФА 2020-2021 - 1-й етап | -    |          |
| 11-10-2020 | Загреб        | Хорватія    | 2 – 1      | Швеція      | Ліга націй УЄФА 2020-2021 - 1-й етап | 1    |          |
| 14-10-2020 | Загреб        | Хорватія    | 1 – 2      | Франція     | Ліга націй УЄФА 2020-2021 - 1-й етап | 1    | 5' 80'   |
| 14-11-2020 | Стокгольм     | Швеція      | 2 – 1      | Хорватія    | Ліга націй УЄФА 2020-2021 - 1-й етап | -    |          |
| 17-11-2020 | Спліт         | Хорватія    | 2 – 3      | Португалія  | Ліга націй УЄФА 2020-2021 - 1-й етап | -    | 83'      |
| 24-3-2021  | Любляна       | Словенія    | 1 – 0      | Хорватія    | Відбір до ЧС 2022                    | -    | 69'      |
| 27-3-2021  | Рієка         | Хорватія    | 1 – 0      | Кіпр        | Відбір до ЧС 2022                    | -    | 66'      |
| 30-3-2021  | Рієка         | Хорватія    | 3 – 0      | Мальта      | Відбір до ЧС 2022                    | -    | 90+2'    |
| 1-6-2021   | Велика Гориця | Хорватія    | 1 – 1      | Вірменія    | товариський матч                     | -    | 46'      |
| 6-6-2021   | Брюссель      | Бельгія     | 1 – 0      | Хорватія    | товариський матч                     | -    | 62'      |
| 13-6-2021  | Лондон        | Англія      | 1 – 0      | Хорватія    | ЧЄ 2020 - 1-й етап                   | -    | 70'      |
| 18-6-2021  | Глазго        | Хорватія    | 1 – 1      | Чехія       | ЧЄ 2020 - 1-й етап                   | -    | 62'      |
| 22-6-2021  | Глазго        | Хорватія    | 3 – 1      | Шотландія   | ЧЄ 2020 - 1-й етап                   | 1    | 76'      |
| 28-6-2021  | Копенгаген    | Хорватія    | 3 – 5 д.ч. | Іспанія     | ЧЄ 2020 - 1/8 фіналу                 | -    | 79'      |
| 1-9-2021   | Москва        | Росія       | 0 – 0      | Хорватія    | Відбір до ЧС 2022                    | -    |          |
| 4-9-2021   | Братислава    | Словаччина  | 0 – 1      | Хорватія    | Відбір до ЧС 2022                    | -    | 55'      |
| 7-9-2021   | Спліт         | Хорватія    | 3 – 0      | Словенія    | Відбір до ЧС 2022                    | 1    | 58'      |
| 8-10-2021  | Ларнака       | Кіпр        | 0 – 3      | Хорватія    | Відбір до ЧС 2022                    | -    | 69'      |
| 11-10-2021 | Осієк         | Хорватія    | 2 – 2      | Словаччина  | Відбір до ЧС 2022                    | -    | 46'      |
| 11-11-2021 | Та-Калі       | Мальта      | 1 – 7      | Хорватія    | Відбір до ЧС 2022                    | -    | 54'      |
| 14-11-2021 | Спліт         | Хорватія    | 1 – 0      | Росія       | Відбір до ЧС 2022                    | -    | 58'      |
| 26-3-2022  | Ер-Райян      | Хорватія    | 1 – 1      | Словенія    | товариський матч                     | -    | 73'      |
| 29-3-2022  | Ер-Райян      | Хорватія    | 2 – 1      | Болгарія    | товариський матч                     | -    | 61'      |
| 3-6-2022   | Осієк         | Хорватія    | 0 – 3      | Австрія     | Ліга націй УЄФА 2022-2023 - 1-й етап | -    | 58'      |
| 6-6-2022   | Спліт         | Хорватія    | 1 – 1      | Франція     | Ліга націй УЄФА 2022-2023 - 1-й етап | -    | 79'      |
| 10-6-2022  | Копенгаген    | Данія       | 0 – 1      | Хорватія    | Ліга націй УЄФА 2022-2023 - 1-й етап | -    | 58'      |
| 13-6-2022  | Сен-Дені      | Франція     | 0 – 1      | Хорватія    | Ліга націй УЄФА 2022-2023 - 1-й етап | -    | 72'      |
| 22-9-2022  | Загреб        | Хорватія    | 2 – 1      | Данія       | Ліга націй УЄФА 2022-2023 - 1-й етап | -    | 71'      |
| 25-9-2022  | Відень        | Австрія     | 1 – 3      | Хорватія    | Ліга націй УЄФА 2022-2023 - 1-й етап | -    | 84'      |
| Усього     |               | Матчів      | 41         |             | Голів                                | 7    |          |

| Дата       | Місто           | Господарі  | Результат | Гості      | Турнір                             | Голи | Примітки |
| ---------- | --------------- | ---------- | --------- | ---------- | ---------------------------------- | ---- | -------- |
| 3-9-2015   | Копривниця      | Хорватія   | 1 – 0     | Грузія     | Кваліфікація молодіжного Євро-2017 | -    | 65'      |
| 7-9-2015   | Тарту           | Естонія    | 0 – 4     | Хорватія   | Кваліфікація молодіжного Євро-2017 | -    | 86'      |
| 11-11-2015 | Шибеник (місто) | Хорватія   | 4 – 0     | Сан-Марино | Кваліфікація молодіжного Євро-2017 | -    |          |
| 17-11-2015 | Рієка           | Хорватія   | 2 – 3     | Іспанія    | Кваліфікація молодіжного Євро-2017 | -    | 24'      |
| 1-9-2016   | Копривниця      | Хорватія   | 1 – 1     | Швеція     | Кваліфікація молодіжного Євро-2017 | -    |          |
| 6-9-2016   | Зестафоні       | Грузія     | 2 – 2     | Хорватія   | Кваліфікація молодіжного Євро-2017 | -    |          |
| 10-10-2016 | Треллеборг      | Швеція     | 4 – 2     | Хорватія   | Кваліфікація молодіжного Євро-2017 | -    | 60'      |
| 23-3-2017  | Неделище        | Хорватія   | 3 – 0     | Словенія   | Товариський матч                   | -    |          |
| 5-10-2017  | Вараждин        | Хорватія   | 2 – 1     | Білорусь   | Кваліфікація молодіжного Євро-2019 | -    | 77'      |
| 9-10-2017  | Вараждин        | Хорватія   | 5 – 1     | Чехія      | Кваліфікація молодіжного Євро-2019 | 2    |          |
| 23-3-2018  | Опава           | Чехія      | 2 – 1     | Хорватія   | Кваліфікація молодіжного Євро-2019 | -    | 83'      |
| 27-3-2018  | Велика Гориця   | Хорватія   | 4 – 0     | Молдова    | Кваліфікація молодіжного Євро-2019 | 2    |          |
| 10-9-2018  | Гродно          | Білорусь   | 0 – 4     | Молдова    | Кваліфікація молодіжного Євро-2019 | -    |          |
| 12-10-2018 | Пула            | Хорватія   | 2 – 0     | Греція     | Кваліфікація молодіжного Євро-2019 | -    |          |
| 15-10-2018 | Серравалле      | Сан-Марино | 0 – 4     | Хорватія   | Кваліфікація молодіжного Євро-2019 | 1    | 64'      |
| 12-6-2019  | Пула            | Хорватія   | 1 – 0     | Данія      | Товариський матч                   | -    | 43'      |
| 18-6-2019  | Серравалле      | Румунія    | 4 – 1     | Хорватія   | Молодіжне Євро-2019 - 1-й етап     | 1    |          |
| 21-6-2019  | Серравалле      | Франція    | 1 – 0     | Хорватія   | Молодіжне Євро-2019 - 1-й етап     | -    |          |
| 24-6-2019  | Серравалле      | Хорватія   | 3 – 3     | Англія     | Молодіжне Євро-2019 - 1-й етап     | 1    | 66'      |
| Усього     |                 | Матчів     | 19        |            | Голів                              | 7    |          |

## Титули та досягнення
- Бронзовий призер чемпіонату світу: 2022